# Pedaria biseria
Pedaria biseria är en skalbaggsart som beskrevs av Josso och Prévost 2003. Pedaria biseria ingår i släktet Pedaria och familjen bladhorningar. Inga underarter finns listade i Catalogue of Life.